# Lorenzo di Niccolò di Martino
Pour les articles homonymes, voir Di Martino.
Lorenzo di Niccolò di Martino est un peintre italien qui a été actif en Toscane entre 1392 et 1412.

## Biographie
Il a été l'élève de Lorenzo di Niccolò Gerini, comme l'attestent les décorations en 1392  de la maison de Francesco di Marco Datini à Prato et  son fils Lorenzo Gerini élève dans son atelier.  Les commandites communes comportent le polyptyque de  Santa Felicità de Florence en 1404 (conservée à Galleria dell'Accademia de Florence).
À partir  de 1401, Lorenzo est noté comme peintre indépendant puis à partir de 1408 inscrit sur les rôles de l'Arte dei Medici e Speziali et à  la Compagnia dei pittori fiorentini di San Luca en 1410.

## Œuvres
- Polyptyque de  Santa Felicità de Florence  (1404), Galleria dell'Accademia de Florence,
- Sainte Réparate entourée des saints Jean-Baptiste et Zénobie, et de scènes de sa vie (vers 1400-1420), tempera sur bois, Museo dell'Opera del Duomo (Florence).
- Vierge au trône entouré de saints (1404), Collezione Vittorio Cini, Venise,
- Sainte Agnès et saint Dominique (vers 1391-1411), Metropolitan Museum of Art, Central Park (États-Unis),
- Vierge à l'Enfant (1410), Gemäldegalerie, Berlin,
- Saint Paul, California Palace of the Legion of Honor,
- Vierge à l'Enfant, collection privée
- Martyre de San Bartolomeo, musée des beaux-arts de Boston
- Tableau au musée civique de San Gimignano

- Santi Ludovico e Orsola con san Girolamo,  Santi Marta e Stefano con san Zanobi,  prédelle de l'Ultima cena,  Cattura di Cristo,  Deposizione, provenant de la Collegiata di Sant'Andrea (env. 1401), musée de la Collegiata di Sant'Andrea, Empoli,